# Dragutin
Dragutin ist ein serbokroatischer männlicher Vorname.

## Herkunft und Bedeutung
Der Name wurde zuerst erwähnt als Beiname des serbischen Königs Stefan Dragutin im 13. Jahrhundert.
Später wurde er zu einem Vornamen im Balkanraum. Eine Kurzform ist Dragan.

## Namensträger
- Stefan Dragutin (~1252–1316), serbischer König

- Dragutin Dimitrijević (1876–1917), serbischer Politiker und Offizier
- Dragutin Haramija (1923–2012), kroatischer Premierminister
- Dragutin Šurbek (1946–2018), jugoslawischer und kroatischer Tischtennisspieler
- Dragutin Tadijanović (1905–2007), kroatischer Schriftsteller
- Dragutin Topić (* 1971), serbischer Hochspringer
- Dragutin Horvat (* 1976), deutscher Dartspieler